# Порфирий Велков
Порфирий Иванов Велков е български драматичен актьор.

## Биография
Роден е в Казанлък на 11 март 1902 г. Започва театралната си дейност в Народния театър след като печели конкурс през 1927 г. Почива на 15 декември 1934 г. в София.

## Роли
Порфирий Велков играе множество роли, по-значимите са:
- Хорацио – „Хамлет“ от Уилям Шекспир
- Клеант – „Мнимият болен“ от Молиер
- Митя – „Бедността не е порок“ от Александър Островски
- Павлин – „Боряна“ от Йордан Йовков
- Васка Пепел – „На дъното“ от Максим Горки[1]